# Manhoué
Manhoué ist eine französische Gemeinde mit 142 Einwohnern (Stand 1. Januar 2022) im Département Moselle in der Region Grand Est (bis 2015 Lothringen). Sie gehört zum Arrondissement Sarrebourg-Château-Salins.

## Geographie
Manhoué liegt in Lothringen, 41 Kilometer südsüdöstlich von Metz und zwölf Kilometer westlich von Château-Salins an der Seille auf einer Höhe zwischen 190 und 271 m über dem Meeresspiegel. Die Seille beschreibt in Manhoué eine zwei Kilometer lange, nach Westen ausladende Flussschlinge. Das 4,1 km² umfassende Gemeindegebiet grenzt an das Département Meurthe-et-Moselle.

## Geschichte
In dem Dorf, das später zum Herzogtum Lothringen gehörte, war das Kloster Salival schon gegen Ende des 12. Jahrhunderts begütert. In der Nähe führte einst eine Römerstraße vorbei. Das Dorf wurde im Dreißigjährigen Krieg völlig zerstört und an einem anderen Platz wiederaufgebaut. 
Durch den Frankfurter Frieden vom 10. Mai 1871 kam die Region an das deutsche Reichsland Elsaß-Lothringen, und das Dorf wurde dem Kreis Château-Salins im Bezirk Lothringen zugeordnet. Die Dorfbewohner betrieben Getreide-, Wein-, Hopfen-, Tabak- und Obstbau; der ehemalige Grenzort an der damaligen deutsch-französischen Grenze hatte ein Nebenzollamt und eine Mühle.
Nach dem Ersten Weltkrieg musste die Region aufgrund der Bestimmungen des Versailler Vertrags 1919 an Frankreich abgetreten werden. Im Zweiten Weltkrieg war die Region von der deutschen Wehrmacht besetzt.
Der Ort trug 1915–1919 und 1940–1944 trug den eingedeutschten Namen Manwald.

### Bevölkerungsentwicklung
| Jahr      | 1962 | 1968 | 1975 | 1982 | 1990 | 1999 | 2007 | 2019 |
| Einwohner | 117  | 117  | 130  | 122  | 134  | 146  | 135  | 142  |

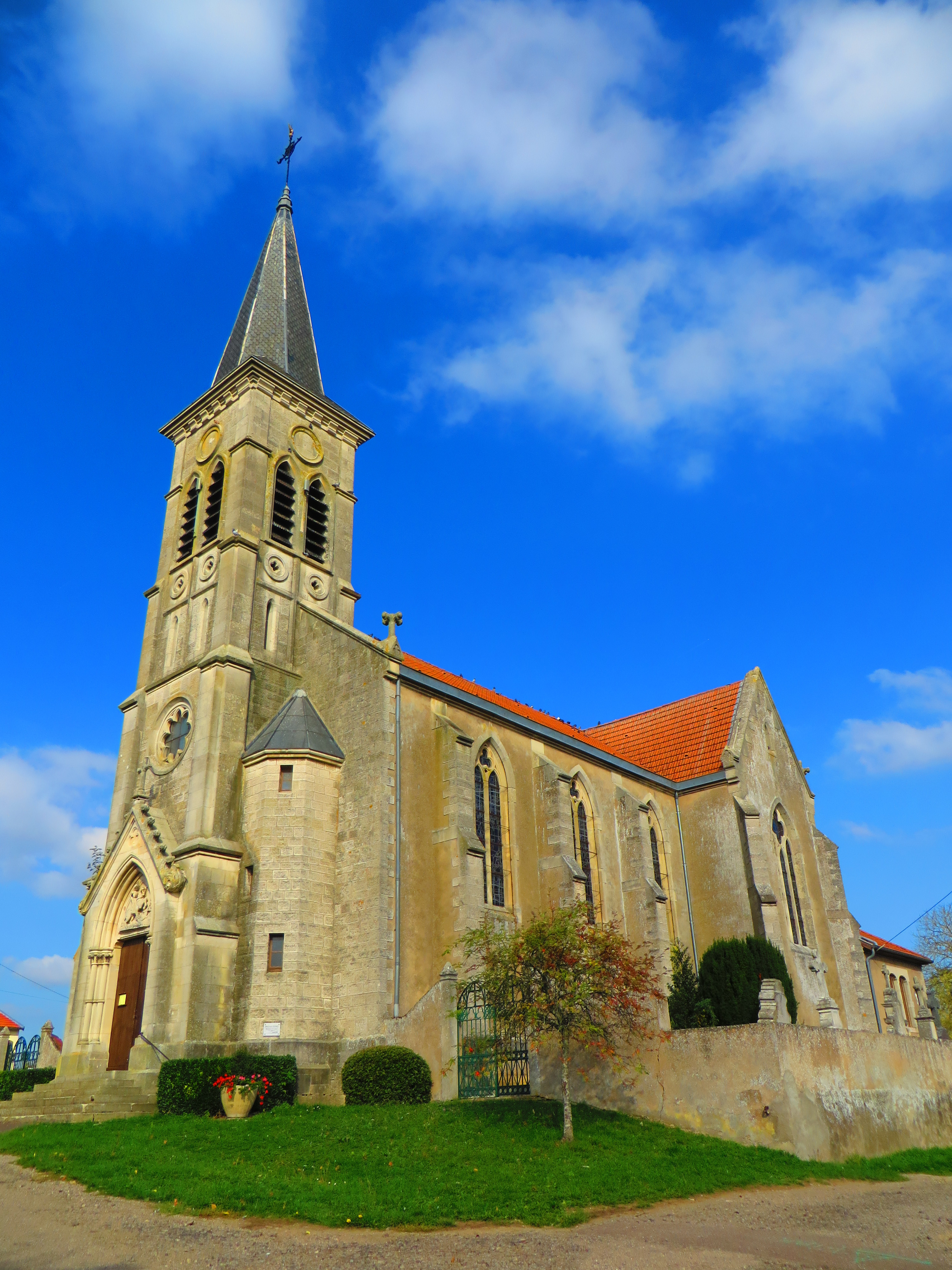
Kirche St. Georg
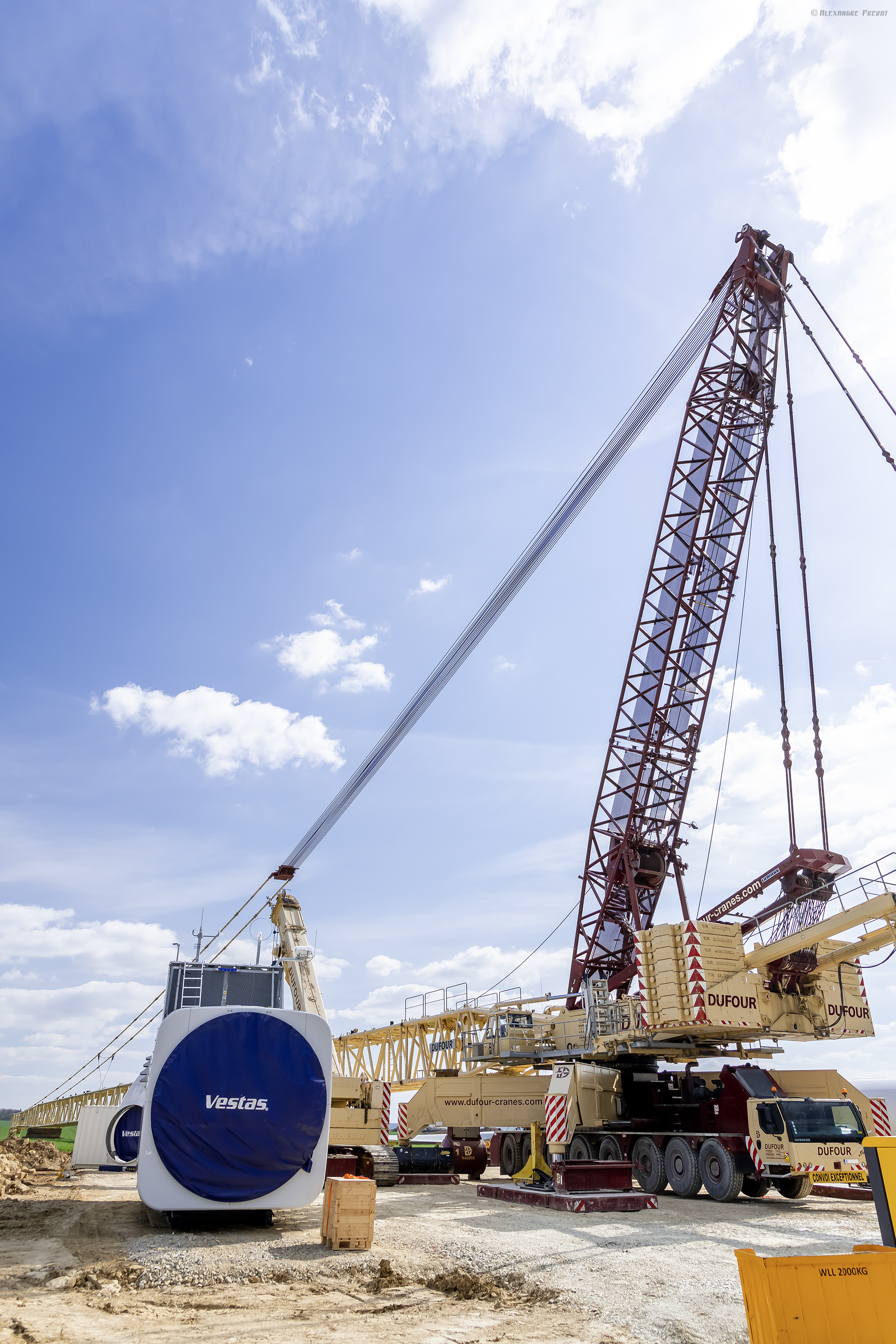
Bau einer Windturbine bei Manhoué 2021